# Parafia św. Mateusza Apostoła i Ewangelisty i św. Wawrzyńca Męczennika w Pabianicach
Parafia św. Mateusza Apostoła i Ewangelisty i św. Wawrzyńca Męczennika w Pabianicach – parafia rzymskokatolicka znajdująca się w archidiecezji łódzkiej w dekanacie pabianickim. Liczy około 8100 mieszkańców.
Erygowana w 1398. Mieści się przy ulicy ks. Piotra Skargi. Kościół parafialny znajduje się przy ul Grobelnej 1, obok Starego Rynku.

## Historia
Ziemia, na której znajduje się obecny kościół parafialny św. Mateusza, należała do kanoników Kapituły Krakowskiej, dzięki fundacji Judyty, żona Władysława Hermana, w roku 1082. Te opisywane przez Jana Długosza Chropy, zwane „państwem pabianickim” czyli Pabianicami, były wówczas puszczą, gdzie "łatwiej na zwierza dzikiego natrafić, aniżeli na łan ziemi uprawnej'. Teren ten najprawdopodobniej należał wówczas do parafii w Górce. Dopiero w połowie XIV wieku obszar ten stał się gęsto zasiedlony i zagospodarowany. Dlatego w połowie XIV wieku zostało założone miasto Pabianice, a w 1398 r. erygowano parafię pabianicką pod wezwaniem św. Mateusza i św. Wawrzyńca. W akcie erekcyjnym, wydanym w formie przywileju, na pergaminie, z pieczęcią Kapituły Gnieźnieńskiej zapisano, że w "miasteczku Pabianice" "za arcybiskupa Dobrogosta w roku 1398 parafia erygowana" została, a "kościół parafialny pod tytułem św. Mateusza i św. Wawrzyńca przez Jarosława Bogorię Skotnickiego fundowany".
Pierwsza świątynia (drewniana), która gościła dwukrotnie króla Władysława Jagiełłę (1432 r. i 1491 r.) oraz Kazimierza Jagiellończyka (1463 r.) spłonęła doszczętnie w wielkim pożarze miasta w 1532 r. Na polecenie Kapituły Krakowskiej w jego miejsce wzniesiono nowy kościół – także z drewna, lecz bardziej okazały, „większy od poprzedniego i pięknej roboty, lecz bez wieży”.
Dopiero 5 kwietnia 1583 r. położono kamień węgielny, pod budowę nowej, murowanej świątyni pod wezwaniem św. Mateusza. Została ona zbudowana w latach 1583–1588 na wzór katedry w Płocku, według planu Ambrożego Włocha. W tej formie późnorenesansowy kościół przetrwał do czasów współczesnych. Jedynie znajdująca się na skrzyżowaniu naw kopuła (najbardziej przypominająca płocką katedrę) spłonęła w 1823 r. i nie została już zrekonstruowana.
W parafii tej wzrastał i dojrzewał do powołania kapłańskiego Rajmund Kolbe, późniejszy św. Maksymilian. Tu przyjął pierwszą komunię świętą oraz – według jego relacji – w 1906 r. otrzymał widzenie Matki Bożej wręczającej mu dwie korony: białą symbolizującą czystość i czerwoną oznaczającą męczeństwo.

## Grupy parafialne
Pabianicka Szkoła Wiary, chór parafialny "Lira", koło misyjne, Żywa Róża, Czciciele Matki Bożej Pocieszenia, Czciciele św. Franciszka, Rycerstwo Niepokalanej, ministranci, schola dziecięca, oaza dziecięca, asysta parafialna.

## Kolejni proboszczowie parafii
- ks. Wojciech z Tuszyna – proboszcz w roku erekcji parafii 1398
- ks. Leonard z Krakowa – proboszcz w roku 1448
- ks. Mikołaj z Płocka – proboszcz w latach spisywania "Liber Beneficiorum" Jana Łaskiego 1511–1523
- ks. Kacper Jagielski –  proboszcz w roku konsekracji kościoła parafialnego 1588
- ks. Walenty Parzynczew – proboszcz do 1610
- ks. Wojciech Strzesz – 1610–1652
- ks. Sebastian Starczewski – 1653–1680
- ks. kan. Mateusz Mikliński – 1680–1700
- ks. kan. Franciszek Wysocki – 1700–1724
- ks. Stanisław Kręski – 1723–1728
- ks. Michał Hamerski – 1758–1774
- ks. Tomasz Czernikiewicz – 1774–1796
- ks. kan Stefan Marszycki – 1796–1805
- ks. Jan Nepomucen Szemberg 1805–1819
- ks. Florian Płoski – 1820–1825
- ks. kan. Leonard Urbankiewicz – 1826–1864
- ks. prałat Edward Franciszek Szulc – 1864–1912
- ks. kan. Tomasz Świnarski – 1913–1919
- ks. prałat Stanisław Mirecki – 1920–1932
- ks. kan. Mieczysław Lewandowicz – 1932–1941
- ks. Zygmunt Zych – 1941–1945
- ks. kan. Jan Rubaszkiewicz – 1945–1947
- ks. prałat Antoni Kaczewiak – 1947–1963
- ks. infułat Stanisław Świerczek – 1963–1989
- ks. prałat Jan Szuba – 1989–2011
- ks. kan. Henryk Eliasz – 2011–2018
- ks. kan. Andrzej Chmielecki – 2018 - 2020
- ks. Paweł Kutynia od 2020 -

## Księża pochodzący z parafii
- † o. Maksymilian Maria Kolbe OFMConv, wyświęcony 1918
- † bp Bohdan Bejze, wyświęcony 1953
- ks. Bogdan Bakies, wyświęcony 1965
- ks. Krzysztof Kołodziejczyk, wyświęcony 1974
- ks. Sławomir Klich, wyświęcony 1993
- ks. Maciej Drewniak SDB, wyświęcony 2002

## Księgi metrykalne
- ochrzczonych – od 1774
- małżeństw – od 1774
- zmarłych – od 1774